# 徐瑞林 (1914年)
徐瑞林（1914年—1999年），男，直隶（今河北）饶阳人，中华人民共和国政治人物，曾任河北省人民政府副省长，河北省政协副主席。